# Шри Ланка на Светском првенству у атлетици на отвореном 2011.
Шри Ланка је учествовала на 13. Светском првенству у атлетици на отвореном 2011. одржаном у Тегу од 27. августа до 1. септембра. За репрезентацију Шри Ланке најављено је учешће двојице атлетичара, али и ти спортисти нису постигли квалификационе норме, ни „wildcards“ (позивницу организатора). Двоје изабраних спортиста су националне рекордере, који су освојили једине две медаље за Шри Ланку на Азијском првенству у атлетици 2011. у Кобеу у Јапану. , 
На овом првенству спортисти Шри Ланке нису освојили ниједну медаљу. Оборен је један национални рекорд у трци на 1.500 метара.

## Учесници
| Мушкарци: - Чаминда Виџекун — 1.500 м | Жене: - Кристин Мерил — 400 м препоне |  |

## Резултати

### Мушкарци
| Атлетичар       | Дисциплина | Лични рекорд | Група      | Група         | Полуфинале | Полуфинале  | Финале               | Финале       | Детаљи |
| Атлетичар       | Дисциплина | Лични рекорд | Резултат   | Место         | Резултат   | Место       | Резултат             | Место        | Детаљи |
| --------------- | ---------- | ------------ | ---------- | ------------- | ---------- | ----------- | -------------------- | ------------ | ------ |
| Чаминда Виџекун | 1.500 м    | 3:44,01 НР   | 3:39,61 НР | 7. у гр. 1 кв | 3:44,81    | 11. у пф. 2 | Није се квалификовао | 12 / 37 (38) |        |

### Жене
| Атлетичарка   | Дисциплина    | Лични рекорд | Квалификације | Квалификације | Полуфинале            | Полуфинале            | Финале                | Финале  | Детаљи |
| Атлетичарка   | Дисциплина    | Лични рекорд | Резултат      | Место         | Резултат              | Место                 | Резултат              | Место   | Детаљи |
| ------------- | ------------- | ------------ | ------------- | ------------- | --------------------- | --------------------- | --------------------- | ------- | ------ |
| Кристин Мерил | 400 м препоне | 56,83 НР     | 57,05         | 6. у гр. 1    | Није се квалификовала | Није се квалификовала | Није се квалификовала | 27 / 38 |        |

Легенда: НР = национални рекорд, ЛР= лични рекорд, РС = Рекорд сезоне (најбољи резултат у сезони до почетка првества), КВ = квалификован (испунио норму), кв = квалификова (према резултату)